# Mishnah
La Mishnah, o Mishnà (in ebraico מִשְׁנָה‎?, "studio a ripetizione") è uno dei testi fondamentali dell'ebraismo.
La parola mishnah  proviene dalla radice ebraica š-n-h (in ebraico שנה‎?), collegata con il campo semantico del "ripetere" (quindi anche "studiare e revisionare", "insegnare"), suggerisce ciò che è imparato a memoria, per ripetizione, e designa l'insieme della Torah orale e il suo studio, in opposizione a Miqrà, che si riferisce alla Bibbia ebraica e al suo studio. Può anche designare l'insieme della halakhah (parte legislativa) o ancora una forma d'insegnamento di quella, che non parta dal testo biblico, ma dalle sentenze dei Maestri della tradizione, riguardo a problemi concreti. È inoltre la prima grande opera di letteratura rabbinica.
La Mishnah fu redatta da Rabbi Yehudah HaNasi prima della sua morte verso il 217, in un'epoca in cui, secondo il Talmud, la persecuzione degli ebrei ed il passare del tempo mettevano a rischio la sopravvivenza della tradizione orale dei Farisei; una tradizione iniziata nel periodo del Secondo Tempio (536 a.C.–70). La maggior parte della Mishnah è scritta in ebraico mishnaico, mentre alcune parti sono in lingua aramaica.
La Mishnah consiste di sei ordini (sedarim, singolare seder in ebraico סדר‎?), ciascuno dei quali contiene 7–12 trattati (masechtot, sing. masechet, מסכת; lett. "rete"), 63 in tutto, e sono ulteriormente suddivisi in capitoli e paragrafi o versetti.
La parola Mishnah può inoltre indicare un singolo paragrafo o versetto dell'opera stessa, cioè l'unità più piccola della struttura mishnaica. Per tale ragione l'intera opera è a volte chiamata col plurale, Mishnayot.

## Origini
1. Zugot
2. Tannaim
3. Amoraim
4. Savoraim
5. Gaonim
6. Rishonim
7. Acharonim

La tradizione ebraica rabbinica insegna che anche la Legge orale fu trasmessa, insieme a quella scritta, da Dio a Mosè sul Monte Sinai, sette settimane dopo l'uscita dall'Egitto del popolo ebraico. Essa fu tramandata di generazione in generazione, finché le persecuzioni ne misero in pericolo la corretta trasmissione. È in questo contesto che nasce la Mishnah, compilazione della tradizione orale così come fu esposta dai Tannaim (Maestri anteriori al III secolo), e compilata verso il 200 da Rabbi Yehuda HaNasi in Galilea.
La tradizione ha tramandato anche i criteri circa le opinioni da adottare, fissando così la Halakhah (decisione pratica concernente questioni legali, rituali o religiose), tanto che l'opera è non solamente un riferimento della Legge orale da ampliare e commentare, ma è divenuta il codice ufficiale e canonico della vita giudaica.
Redatta in ebraico tardo, è disposta secondo gli argomenti in sei ordini (sedarim) e 60 trattati. Le tradizioni tannaitiche non incorporate nella Mishnah sono chiamate baraitot ("esteriori"); una parte di esse fu raccolta, verso il 250, nella collezione chiamata Tosefta (supplemento, aggiunta). Molte di esse sono presenti anche nel Talmud, i cui trattati seguono la stessa disposizione della Mishnah.

## Legge orale
Prima della pubblicazione della Mishnah, diritto e studio esegetico erano principalmente in forma orale, poiché non era permesso mettere per iscritto tali materie. La prima forma di legge orale potrebbe essere stata in forma midrashica, in cui la discussione halakhica è strutturata come commentario esegetico della Torah. I rabbini discutevano e spiegavano il Tanakh (in ebraico תַּנַ"ךְ‎?), la Bibbia ebraica, senza il beneficio di opere scritte (oltre ai libri biblici stessi), sebbene alcuni potessero avere annotazioni private (in ebraico מגילות סתרים‎?, megillot setarim), per esempio di decisioni emesse da tribunali. Le tradizioni orali erano ben lungi dall'essere monolitiche e variavano a seconda delle scuole, la più famosa delle quali era la Casa di Shammai e quelle di Hillel.
Dopo la prima guerra giudaica del 70, con la fine del centro ebraico del Secondo Tempio a Gerusalemme, la normativa ebraica sociale e giuridica era in subbuglio. I rabbini si confrontavano ora con la nuova realtà di un ebraismo senza Tempio (a servire da centro di insegnamento e studio) e di una Giudea senza autonomia. È durante questo periodo che i discorsi rabbinici iniziarono ad essere messi per iscritto. Ci si preoccupava che i dettagli delle tradizioni orali dei Farisei del periodo del Secondo Tempio (530 a.C.–70) venissero dimenticati, pertanto si addusse ciò come giustificazione per trascrivere queste leggi orali.
Col passare del tempo diverse tradizioni di Legge Orale vennero in essere, creando problemi di interpretazione. Secondo la Mevo Hatalmud ("Introduzione al Talmud") molte sentenze furono emesse in contesti specifici, ma venivano poi usate fuori contesto; oppure una sentenza era replicata, ma la risultante seconda sentenza non era diffusa popolarmentre. Per correggere questo problema, Rabbi Yehudah HaNasi iniziò la redazione della Mishnah. Se un dato punto non provocava conflitti, ne manteneva il linguaggio; dove esisteva conflitto interpretativo, riordinava le opinioni e proponeva una decisione. Inoltre dava chiarimenti dove non c'era contesto. L'idea era di non usare il proprio criterio di giudizio, ma di esaminare la tradizione risalendo il più indietro possibile e integrare solo quando necessario.

## Studi mishnaici

### Varianti testuali
Grosso modo, esistono due tradizioni di testo mishnaico. Una tradizione si trova nei manoscritti e nelle edizioni stampate della Mishnah da sola, o quale parte del Talmud gerosolimitano. L'altra si riscontra nei manoscritti ed edizioni del Talmud babilonese, sebbene a volte ci sia differenza tra il testo di un intero paragrafo stampato all'inizio di una discussione (che potrebbe essere stato redatto per conformarsi al testo delle edizioni di sola Mishnah) e le citazioni riga per riga lungo il corso della discussione.
Robert Brody, nel suo Mishna and Tosefta Studies (Gerusalemme, 2014), mette in guardia contro un eccesso di semplificazione, assumendo che la tradizione della Mishnah da sola sia sempre la più autentica, o che rappresenti quella "palestinese" in opposizione a quella "babilonese" . I manoscritti della Geniza del Cairo, o citazioni in altre opere, possono supportare entrambi i tipi di lettura o addirittura altre letture.

### Edizioni
La prima edizione della Mishnah venne pubblicata a Napoli. Ci furono molte edizioni successive, tra cui l'edizione di Vilna del tardo XIX secolo, che è la base delle edizioni usate correntemente dal pubblico religioso.
Edizioni vocalizzate furono pubblicate in Italia, culminando nell'edizione del rabbino veneto David ben Solomon Altaras, pubblicata a Venezia nel 1737. L'edizione Altaras fu ripubblicata a Mantova nel 1777, a Pisa nel 1797 e 1810, a Livorno in molte edizioni dal 1823 fino al 1936: ristampe delle edizioni livornesi furono pubblicate in Israele nel 1913, 1962, 1968 e 1976. Gran parte di queste edizioni contengono note di varianti testuali e vocalizzazioni. Le edizioni di Livorno stanno alla base della tradizione sefardita e sono recitate in pubblico, per esempio in memoria di una persona defunta.
Oltre ad essere stampata da sola, le Mishnah viene inclusa in tutte le edizioni del Bavli e del Yerushalmi. Ogni paragrafo è stampato per conto suo, e seguito dalla rispettiva discussione della Ghemara. Tuttavia, la discussione stessa spesso cita la Mishnah riga per riga. Mentre il testo stampato in forma di paragrafo è generalmente standardizzato per seguire l'edizione di Vilna, il testo citato riga per riga nella Ghemara spesso conserva importanti variazioni, che a volte riflettono le letture di manoscritti più antichi.
L'approccio più vicino ad un'edizione critica è quello del talmudista Hanoch Albeck (1890–1972). Esiste anche un'edizione curata dal dayan Yosef Qafiḥ (1917–2000) della Mishnah insieme al commentario di Maimonide, che confronta il testo basilare usato dal Rambam con le edizioni di Napoli e Vilna e altre fonti.

### Tradizioni orali e pronuncia
La Mishnah era e tuttora è studiata tradizionalmente mediante recitazione (ad alta voce). Molti manoscritti medievali della Mishnah sono vocalizzati, e alcuni di questi contengono una parziale cantillazione tiberiense. Le comunità ebraiche del mondo conservano melodie locali per intonare la Mishnah e modi speciali di pronunciarne le parole.
La maggioranza delle edizioni vocalizzate correnti della Mishnah riflettono la vocalizzazione standard aschenazita; due istituti dell'Università Ebraica di Gerusalemme hanno raccolto vasti archivi orali che contengono, tra l'altro, numerose registrazioni di ebrei che cantano la Mishnah usando varie melodie e molti tipi di pronuncia. Questi istituti sono il Centro di Ricerca delle Tradizioni Orali Ebraiche (la Phonoteca della Biblioteca Ebraica Universitaria e Nazionale).

### Come fonte storica
Sia Mishnah sia Talmud contengono pochi studi biografici dei personaggi ivi discussi, e ogni trattato riunisce i punti di vista di molte persone diverse. Tuttavia, biografie abbozzate dei saggi mishnaici spesso possono essere ricostruite con dettagli storici tratti da fonti talmudiche e midrashiche.
Molti studiosi storici moderni si concentrano sull'epoca e sulla formazione della Mishnah. Una questione vitale è se fu composta da fonti che risalgono alla vita del redattore e quanto di essa sia stata composta precedentemente o susseguentemente. Le dispute mishnaiche sono distinguibili secondo linee teologiche o comunitarie, e in quali modi le differenti sezioni derivano da scuole di pensiero differenti nell'ambito del primo ebraismo? Queste fonti possono essere identificate e se sì, come? In risposta a queste domande, gli studiosi moderni hanno adottato una quantità di approcci differenti:
- Alcuni esegeti sostengono che ci sia stato un ampio rimaneggiamento editoriale della Mishnah (e poi del Talmud). Mancando testi esterni di conferma, si asserisce di non poter confermare l'origine o la data della maggior parte di sentenze e leggi, e che si possa dire poco di certo circa la loro paternità. Secondo questa interpretazione, è impossibile rispondere alle succitate domande.[19]
- Alcuni studiosi affermano che la Mishnah ed il Talmud siano stati formati da una tarda redazione editoriale, ma che contengano fonti che possiamo identificare e descrivere con un certo livello di affidabilità. Secondo questa opinione, le fonti possono essere grosso modo identificate, perché ogni era storica e ogni particolare regione geografica ha le sue caratteristiche uniche, che si possono rintracciare e esaminare. Pertanto, le domande di cui sopra possono essere analizzate.[20]
- Alcuni studiosi asseriscono che molti o la maggior parte di sentenze e avvenimenti descritti dalla Mishnah e dal Talmud usualmente accaddero più o meno comedescritti, e possono essere usati come fonti affidabili di studio storico. Secondo questa opinione, gli storici fanno del loro meglio per separare aggiunte redazionali posteriori (compito molto arduo) e vedono con scetticismo i resoconti di miracoli, producendo quindi un testo storico attendibile.[16][21]

## Struttura
La Mishnah comprende sei ordini (ebr. translitt.:sedarim, sing. seder in ebraico סדר ‎?), ciascuno contenente 7-12 trattati (masechtot, sing. masechet in ebraico מסכת ‎?; lett. "tela"), 63 in totale. Ogni masechet è diviso in capitoli (peraqim, sing. pereq) e poi paragrafi o versi (mishnayot, sing. Mishnah). La Mishnah è chiamata anche Shas (un acronimo di Shisha Sedarim - i "sei ordini").
Una mnemotecnica per ricordarsi la sequenza degli ordini è stata fornita da Shimon ben Lakish (III secolo e.v.) e si basa sul versetto di Isaia "Ci sarà fede nei tuoi giorni, forza, salvezza, sapienza e conoscenza" (33:6). "Fede" si riferisce a Zeraim (Semi) perché un contadino che semina i suoi campi deve aver fede in Dio che provvederà un abbondante raccolto. "Tuoi giorni" si riferisce a Moed (Festività). "Forza" si riferisce all'ordine Nezikin (Danni) perché la conoscenza della legge civile "salva" la gente dal contrastarsi. "Sapienza" si riferisce all'ordine Kodashim (Cose sacre) e "conoscenza" si riferisce a Tohorot (Purificazioni) perché sono difficili da capire.
La Mishnah ordina i suoi contenuti per oggetto, non per contesto biblico-storico. Similmente apparentemente tratta gli argomenti individuali più approfonditamente del Midrash. Include una maggior selezione di materie halakhiche di quanto non faccia il Midrash.
I sei ordini sono:
- Zeraim ("Semi"), tratta di preghiera e benedizioni, decime e leggi agricole (11 trattati)
- Moed ("Festività"), sulle leggi dello Shabbat e delle Festività (12 trattati)
- Nashim ("Donne"), tratta di matrimonio e divorzio, di alcune forme di giuramento e delle leggi nazireate (7 trattati)
- Nezikin ("Danni"), sulla legge civile e penale, il funzionamento dei tribunali e i giuramenti (10 trattati)
- Kodashim ("Santità"), riguarda i riti sacrificali, il Tempio e le leggi dietarie (11 trattati) - e
- Tohorot ("Purificazioni"), sulle leggi di purezza e impurità, inclusa l'impurità dei morti, le leggi della purezza dei cibi della purezza corporea (12 trattati).[18]

In ogni ordine (eccetto lo Zeraim), i trattati sono organizzati dal più grande (in numero di capitoli) al più piccolo. Il Talmud babilonese (Haghigah 14a) sembra affermare che esistessero seicento o settecento ordini della Mishnah. Hillel il Vecchio li organizzò in sei ordini per renderli più facili da memorizzare. L'accuratezza storica di questa tradizione è in dubbio.
Esiste anche un'altra tradizione secondo cui sembra che Esdra lo scriba abbia dettato a memoria non solo i 24 libri del Tanakh ma anche 60 libri esoterici.
Non si sa se questo si riferisse alla Mishnah ma la storia potrebbe esser confermata dal fatto che la Mishnah ha veramente 60 trattati (il totale attuale è 63, ma Makkot faceva originalmente parte dello Sanhedrin; Bava Kamma, Bava Metzia e Bava Batra possono esser considerati come suddivisioni di un singolo trattato, il Nezikin).
È interessante notare che lo studioso israeliano Reuvein Margolies (1889–1971) asseriva ci fossero originalmente sette ordini di Mishnah e citava una tradizione gaonica in merito al settimo ordine che sembra contenga le leggi dello Sta"m (la pratica dello scriba) e delle Berachot (benedizioni).

### Ordini ed altri testi o parti

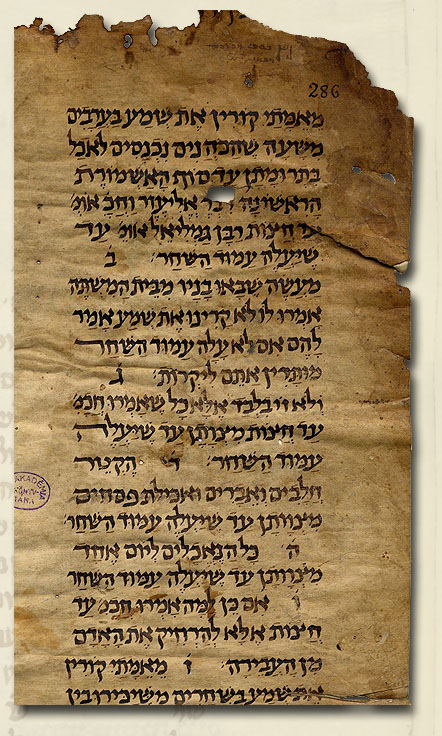
Manoscritto della Mishnah (Codex Kaufmann A50) risalente al X secolo

Come già spiegato sopra, la Mishnah è composta da 60 Trattati, divisi in 6 Ordini. La divisione tradizionale avrebbe 63 trattati, con Bava Qamma, Bava Mesi‘ha e Bava Batra che appartengono al Trattato Neziqin, e Makkot che è la continuazione del Sanhedrin. Esistono anche dei trattati minori al di fuori dei sei Ordini. Qui di seguito si elencano gli Ordini come correntemente strutturati: i numerali romani indicano il volume della traduzione stampata a Soncino, anche del Talmud babilonese; le abbreviazioni ad inizio titolo (per es. BM, o MekRI, ecc.) sono quelle normalmente usate nelle citazioni.

#### I Ordine: Zera'im (Semi)
- Berakhot Benedizioni I
- Pe'ah Angolo del Campo II
- Demai Incerta Decima III
- Kil'ayim Misture (di piante, alberi e animali) II
- Shevi'it Anno Sabbatico II
- Terumot Offerte
- Ma'aserot Decime II
- Ma'aser Sheni Seconda Decima II
- Hallah Impasto II
- 'Orlah Primi Tre Anni dell'Albero II
- Bikkurim Primi Frutti II[18]

#### II Ordine:Mo'ed (Tempo Stabilito/Festività)
- Shab Shabbat Sabato III
- 'Eruv 'Eruvin Dominii Congiunti IV
- Pes Pesahim Agnelli Pasquali (Pesach) V
- Sheq Sheqalim Sicli (Quote del Tempio)
- Yoma Giorno dell'Espiazione VII
- Suk Sukkah Capanne (Festa dei Tabernacoli) VIII
- Besah Uovo (Preparazione dei cibi per le Festività) VI
- RH Rosh haShanah Anno Nuovo VI
- Ta'an Ta'anit Digiuno IX
- Meg Megillah Scrollo (di Ester) IX
- MQ Mo'ed Qatan Festività Minori VIII
- Hag Hagigah Offerte delle Festività IX[18]

#### III Ordine: Nashim (Donne)
- Yev Yevamot Cognate (Levirato) X
- Ket Ketubbot Titoli di Matrimonio XI
- Ned Nedarim Voti XII
- Naz Nazir Nazireato XIII
- Git Gittin Documento di Divorzio XIV
- Qid Qiddushin Fidanzamenti XV[18]

#### IV Ordine: Neziqin (Danni)
- BQ Bava Qamma Primo Portale XVI
- BM Bava Metzia Portale Mediano XVII
- BB Bava Batra Ultimo Portale XVIII
- San Sanhedrin Alto Tribunale della Legge XIX
- Mak Makkot Frustrate (Punizione corporale) XX
- Shev Shevu'ot Giuramenti XX
- 'Eduy 'Eduyyot Testimoni XXI
- 'AZ 'Avodah Zarah Idolatria XXI
- Avoth Etica dei Padri XXI
- Hor Horayot Decisioni XXI[18]

#### V Ordine: Qodashim (Santità)
- Zev Zevahim Sacrifici Animali XXII
- Men Menahot Offerte di Pasti XXIII
- Hul Hullin Macellazione Proibita XXIV
- Bekh Bekhorot Primizie XXV
- 'Arakh 'Arakhin Valutazioni (di oggetti consacrati) XXV
- Tem Temurah Sostituzione (di sacrifici) XXVI
- Ker Keritot Escissioni (per peccati intenzionali) XXVI
- Me'il Me'ilah Sacrilegio XXVI
- Tam Tamid Sacrificio Regolare Quotidiano XXVI
- Mid Middot Misurazioni del Tempio XXVI
- Kinnim Nidi di Uccello (uccelli da sacrificio) XXVI[18]

#### VI Ordine: Tohorot (Purezza e Impurità)
- Kel Kelim Vasi (impurità rituali) XXVIII
- Ohal Ohalot Tende (impurità rituali) XXVIII
- Neg Bega'im Lebbra XXVIII
- Parah Giovenca rossa XXVIII
- Toh Tohorot Purificazione XXVIII
- Miq Miqwa'ot Bagni Rituali XXVIII
- Nid Niddah Donna Mestruante XXVII
- Makh Makhshirin Preparazioni (di cibi impuri a causa di liquidi) XXVIII
- Zav Zavim Quelli che Soffrono di Perdite XXVIII
- Tevul Tevul Yom immersione Durante il Giorno XXVIII
- Yad Yadayim Abluzione delle Mani XXVIII
- 'Uqsin Steli, Gambi (impurità rituale) XXVIII[18]

#### Trattati Minori, o Esterni
- ARN Avoth di Rabbi Nathan
- Sof Soferim Scribi
- Sem Semahot Occasioni Felici
- Kal Kallah Sposa
- KalR Kallah Rabbati Lungo Trattato sulle Spose
- DerR Derekh Eres Rabbah Lungo Trattato sulla Cortesia
- DerR Derekh Eres ZutaCorto Trattato sulla Cortesia
- Gerim Convertiti
- Kutim Samaritani
- 'Avadim Schiavi
- Sefer Torah Scrollo della Torah
- Tef Tefillin Filatteri
- Sisit Frange (del Tallit)
- Mez Mezuzah (scrollo di pergamena per lo stipite)[18]

#### Scritti Esoterici
- Sefer Yetsirah (Libro della Creazione)
- Heikhalot Maggiore e Minore (Ascesa Mistica al Trono di Dio)
- Sefer Heikhalot (3 Enoch o il Libro Ebraico di Enoch)
- Alfabeto di Rabbi Akiva
- Sefer Raziel e Sefer ha-Razim (con versione lunga di Shi'ur Qomah)[18]

#### Compilazioni
- Yalqut Shim'oni
- Yalqut ha-Makhiri
- Yalqut Reubeni
- Midrash ha-Gadol
- Genesi Rabbati
- Leqah Tov
- Midrash Samuel
- Genesi Zuta
- Pitron Torah
- Sefer ha-Liqqutim[18]

#### Libri della Mishneh Torah
Nella serie Yale Judaica
1. Conoscenza
2. Amore
3. Stagioni
4. Donne
5. Santità
6. Asseverazioni
7. Agricoltura
8. Servizio al Tempio
9. Offerte
10. Purezza
11. Responsabilità Civile
12. Acquisizioni
13. Leggi Civili
14. Giudici